# Sacofaringiformes
Els sacofaringiformes (Saccopharyngiformes) són un ordre de peixos teleostis del superordre Elopomorpha.

## Particularitats
Aquest ordre inclou peixos abissals similars a l'anguila. Totes les espècies tenen una boca desmesuradament gran comparada amb la resta del cos i un ventre distendible fins a unes dimensions tals que fa que es puguin empassar i digerir preses comparativament molt més grans.

## Taxonomia
- Subordre Cyematoidei
  - Cyematidae
- Subordre Saccopharyngoidei
  - Eurypharyngidae
  - Monognathidae
  - Saccopharyngidae